# کاتسویا سنزاکی
کاتسویا سنزاکی (انگلیسی: Katsuya Senzaki؛ زادهٔ ۹ آوریل ۱۹۸۷) بازیکن فوتبال اهل ژاپن است.